# Meunasah Cibrek
Meunasah Cibrek is een bestuurslaag in het regentschap Aceh Utara van de provincie Atjeh, Indonesië. Meunasah Cibrek telt 342 inwoners (volkstelling 2010).